# Bangalore (Bombe)

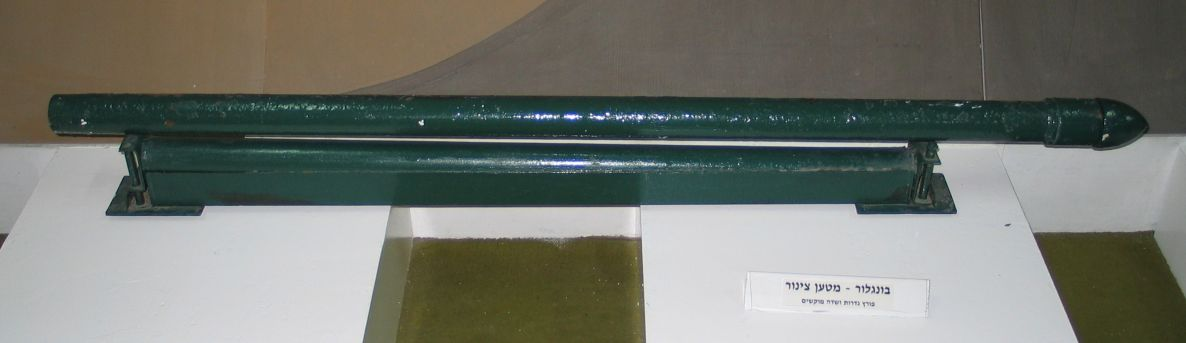
Bangalore im Batey ha-Osef Museum, Israel

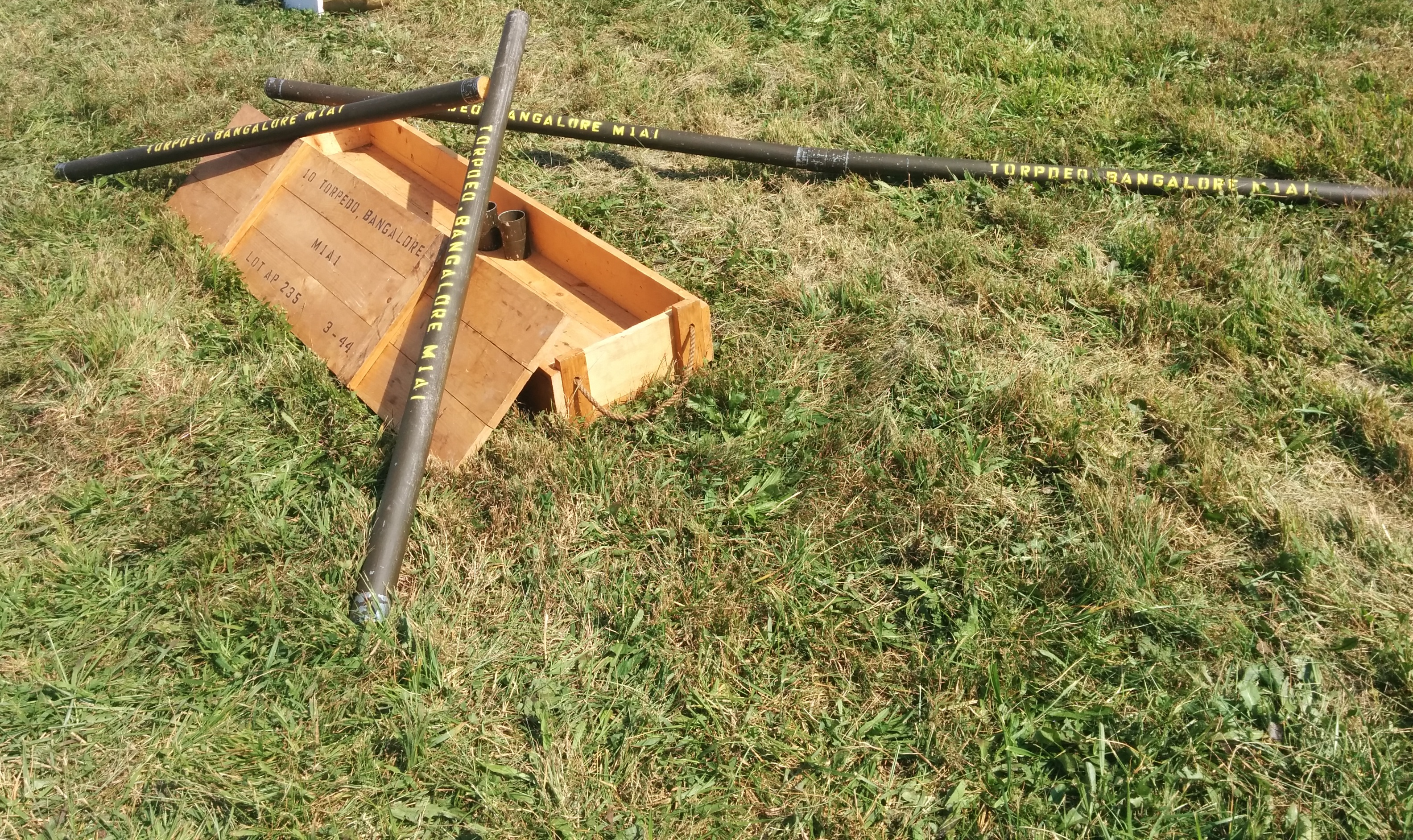
US Army M1A1

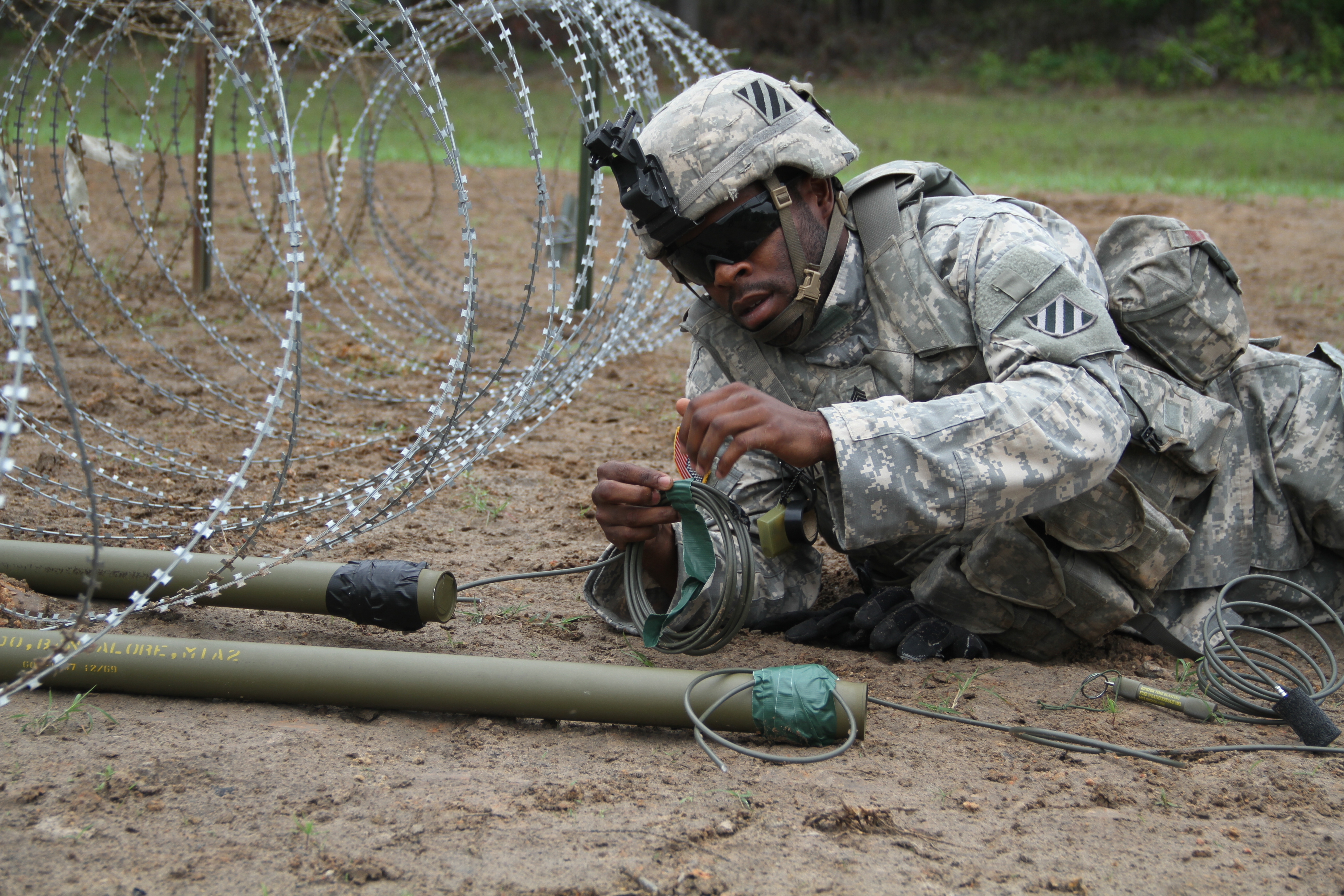
Eine Bangalore wird vorbereitet

Bangalore ist eine Kurzbezeichnung für den amerikanischen Sprengsatz „Torpedo Bangalore“, der von den Streitkräfte der Vereinigten Staaten in den offiziellen Versionen „M1A1“, „M1A2“ sowie „M1A3“ genutzt wurde und wird.

## Beschreibung
Bangalores sind als lange, zusammensteckbare Röhren ausgeführte Sprengsätze. Sie werden von Pionieren und Infanteristen zum Zerstören von Stacheldraht-Verhauen und zum Räumen von Minenfeldern eingesetzt.
Die Bangalores wurden 1912 von Captain McClintock, British Army, in der indischen Stadt Bangalore, nach der die Waffe auch benannt wurde, entwickelt. Sie wurden als Räummittel für im Zweiten Burenkrieg und Russisch-Japanischen Krieg hinterlassene Sprengfallen und Stacheldrahtsperren verwendet. Der große Vorteil war, dass sich der Minenräumer in etwa drei Meter Abstand, aus einer geschützten Position (z. B. Schützengraben), eine Gasse durch das Minenfeld sprengen konnte. Dieses Vorgehen erlaubte auch eine Minenräumung unter Feuer.

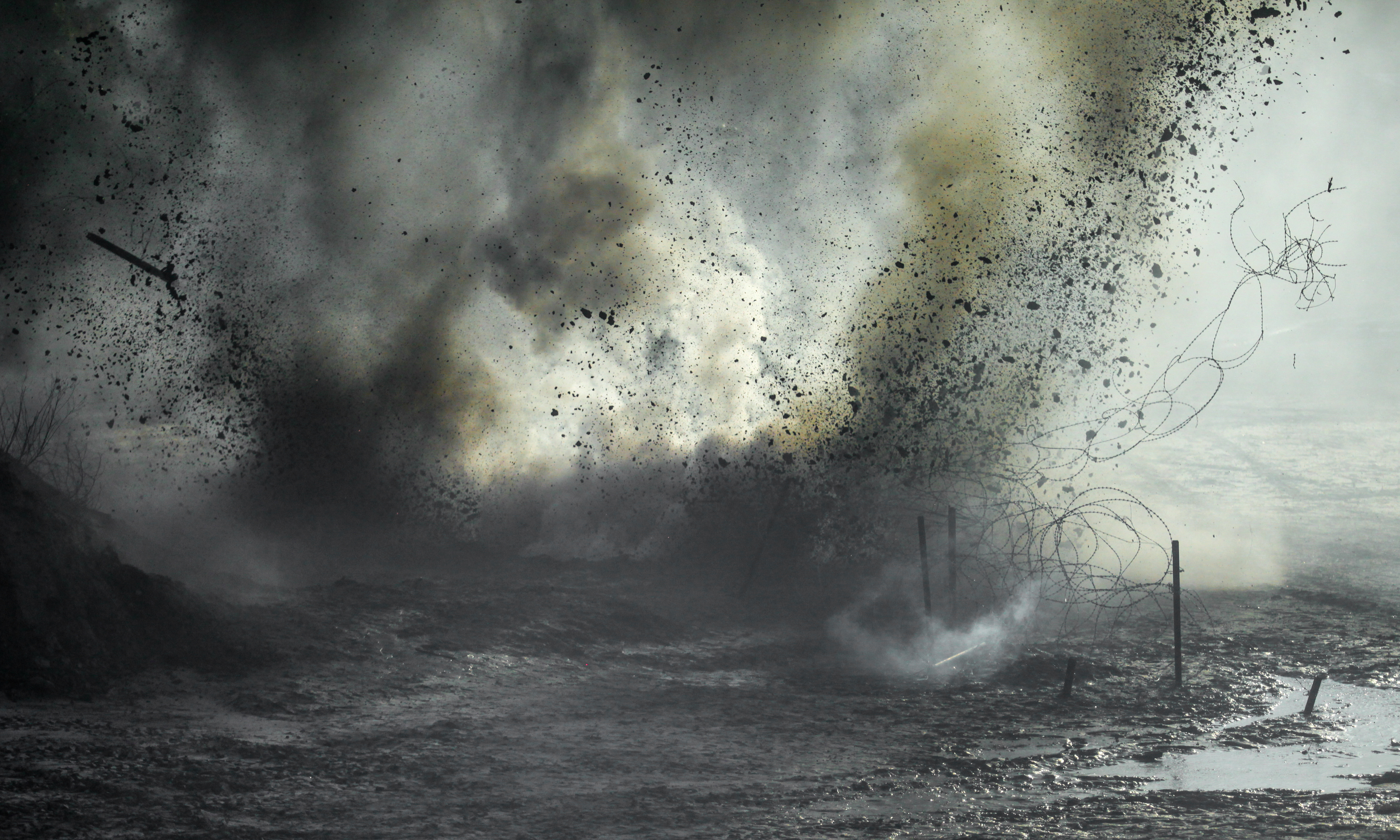
Eine Schneise wird in einem Stacheldraht-Verhau gesprengt

Im Ersten Weltkrieg bestanden die Bangalores aus identischen 1,5 m langen, zusammenschraubbaren Stangen, von denen die erste den Sprengsatz enthielt. An den Anfang konnte ebenfalls eine konische Nase aufgeschraubt werden, die ein Steckenbleiben verhindern sollte.
Im Zweiten Weltkrieg wurden die Waffen als M1A1 Bangalore Torpedo in großem Umfang am D-Day bei der Landung der alliierten Truppen eingesetzt, um die von den Deutschen abgesperrten Strände für die Infanterie passierbar zu machen. In einer leicht veränderten M1A2-Version werden sie immer noch verwendet.

## Ähnliche Sprengsätze bei anderen Streitkräften
Bei der deutschen Bundeswehr und der Schweizer Armee ist eine ähnliche Konstruktion unter dem Namen Sprengrohr im Einsatz, das jedoch zunehmend durch die verschießbare Sprengleiter und die Sprengschnur verdrängt wird. Diese haben den Vorteil, dass der Pionier aus der Deckung heraus oder von einem gepanzerten Fahrzeug diese mittels einer Wurfladung in das Minenfeld verschießen und dann mit den Minen sprengen kann.